# Cabreúva (ort)
Cabreúva är en ort i Brasilien.   Den ligger i kommunen Cabreúva och delstaten São Paulo, i den sydöstra delen av landet, 800 km söder om huvudstaden Brasília. Cabreúva ligger 638 meter över havet och antalet invånare är 38 738.
Terrängen runt Cabreúva är kuperad åt sydväst, men åt nordost är den platt. Cabreúva ligger nere i en dal. Runt Cabreúva är det ganska tätbefolkat, med 80 invånare per kvadratkilometer.. Närmaste större samhälle är Itu, 17,6 km väster om Cabreúva.
I omgivningarna runt Cabreúva växer i huvudsak städsegrön lövskog.